# Jacinto Veloso
Jacinto Veloso é um empresário, ex-piloto, ex-ministro e membro do Conselho de Defesa e Segurança do presidente moçambicano. Ele era piloto da Força Aérea Portuguesa durante a Guerra do Ultramar quando, em 1963, desertou para se juntar às forças da FRELIMO. Foi professor no Instituto Moçambicano de Dar-es-Salaam, ministro na Presidência para os Assuntos Económicos e ministro da Segurança no governo de Samora Machel.